# Latarnia morska Skerries
Latarnia morska Skerries – latarnia morska położona na skalistej wysepce The Skerries około 3-4 mil na północ od półwyspu Carmel Head oraz na północny wschód od wejścia do portu Holyhead w hrabstwie Anglesey w Walii. Latarnia jest wpisana na listę zabytków Royal Commission on the Ancient and Historical Monuments of Wales pod numerem 41287. 
W 1714 roku patent na budowę i prowadzenie latarni na wysepce The Skerrie uzyskał William Trench, który uruchomił pierwszą latarnię 4 listopada 1717 roku. Latarnia nie przynosiła jednak oczekiwanych dochodów i w 1725 roku przekazał latarnię swojemu zięciowi Sultonowi Morganowi, który w 1730 roku uzyskał patent potwierdzony przez Parlament na posiadanie latarni dla niego i jego potomków na zawsze.  W 1759 roku za kwotę około 3000 funtów latarnie została przebudowana. Wzniesiono kamienną wieżę o średnicy u podstawy 6,65 m oraz wysokości około 9,5 metra. W 1804 roku wieża latarni została podwyższona o 6,7 metra przez Morgana Jonesa, High Sherriff of Cardiganshire. W 1836 roku po uchwaleniu prawa nakazującego zakup przez Trinity House wszystkich latarni morskich, jej ówczesny właściciel Morgan Jones, przez pięć lat odmawiał sprzedaży. Ostatecznie latarnia została zakupiona przez Trinity House w 1844 roku za ogromną sumę 444 984 funtów. W 1851 roku latarnia została przebudowana przez Jamesa Walkera z Trinity House. Podwyższono wieżę do 36 metrów.
Latarnia została zelektryzowana w 1927 roku a zautomatyzowana w 1987 roku. Od tego czasu jest nadzorowana z The Trinity House Operations and Planning Centre w Harwich.